# Ефети
Ефети (грец. έφέται «уповноважені») — назва членів суду апеляційної інстанції (ефетів) в Стародавніх Афінах, які обиралися в числі 51 з середовища шляхетних дворянських родів.
Ефети засідали під головуванням архонта-царя в п'яти особливих судилищах, розглядаючи справи про вбивства, отруєння та підпали. Солонівська реформа позбавила ефетів їх значення.